# Edmund Cobb
Pour les articles homonymes, voir Cobb.
Edmund F. Cobb né le 23 juin 1892 à Albuquerque, au Nouveau-Mexique (États-Unis), mort le 15 août 1974 à Woodland Hills (Los Angeles), est un acteur américain.

## Filmographie

### Années 1910
- 1913 : His Blind Power
- 1913 : Les Aventures de Kathlyn (The Adventures of Kathlyn)
- 1914 : The Circle's End
- 1914 : Across the Border
- 1915 : The Circular Path
- 1915 : Does the Woman Forget?
- 1915 : The Clutch of Circumstances
- 1915 : Vain Justice
- 1915 : A Dignified Family
- 1915 : Jane of the Soil
- 1915 : The Cave on Thunder Cloud
- 1915 : The Quitter
- 1915 : The Return of Gentleman Joe
- 1915 : His Crucible
- 1915 : Mind Over Motor
- 1915 : Tish's Sty
- 1915 : Tides That Meet
- 1915 : The Destroyer
- 1915 : Fifty-Fifty, de Clem Easton
- 1915 : The Second Son
- 1915 : The Law's Decree
- 1915 : The Papered Door
- 1915 : Brought Home
- 1916 : Angels Unaware
- 1916 : Captain Jinks of the Horse Marines : Charlie La Martine
- 1916 : Gold Dust
- 1916 : Millstones
- 1916 : Her Naked Soul
- 1916 : Once a Thief --?
- 1916 : A Rose of Italy
- 1916 : The Condemnation
- 1916 : Putting It Over
- 1916 : The Promised Land
- 1916 : The War Bride of Plumville
- 1916 : A Little Volunteer
- 1916 : The Face in the Mirror
- 1916 : Twin Fates
- 1916 : Money to Burn
- 1916 : The Fable of the Kittenish Super-Anns and the World-Weary Snipes
- 1916 : Fifty-Fifty, d'Allan Dwan
- 1917 : Moral Courage : Walter Green
- 1918 : Son triomphe (Social Briars), de Henry King : Jim Kane
- 1918 : The Deciding Kiss, de Tod Browning

### Années 1920
- 1920 : The Desert Scorpion : The Sheepherder
- 1920 : Wolves of the Street : James Trevlyn / Denver Devers
- 1921 : Finders Keepers
- 1921 : Out of the Depths
- 1921 : A Battle of Wits
- 1923 : Riders of the Range : Martin Lethbridge
- 1923 : The Law Rustlers : Harry Hartley
- 1923 : Playing It Wild : Christ Gideon, his son
- 1923 : The Miracle Baby : Jim Starke
- 1923 : Face to Face
- 1923 : Sting of the Scorpion
- 1923 : No Tenderfoot
- 1923 : At Devil's Gorge : Paul Clayton
- 1923 : Battling Bates (en)  de Webster Cullison : Fred Porter
- 1924 : Western Feuds : Ed Jones
- 1924 : Days of '49 : Cal Coleman
- 1924 : Blasted Hopes
- 1924 : A Rodeo Mixup : William Saunders
- 1924 : Western Yesterdays : Deputy Jim Blake
- 1924 : Range Blood
- 1924 : Cupid's Rustler : Victim of a Crooked Card Game
- 1924 : Midnight Shadows
- 1924 : Between Fires
- 1924 : California in '49 : Cal Coleman
- 1924 : The Border Raid
- 1925 : The Storm King
- 1925 : Loaded Dice
- 1925 : The Wild West Wallop
- 1925 : Bashful Whirlwind : Bob Evans
- 1925 : One Glorious Scrap
- 1925 : The Burning Trail : Tommy Corliss
- 1925 : The Close Call
- 1925 : Queen of the Round-Up
- 1925 : The Pronto Kid
- 1925 : A Battle of Wits
- 1925 : Tricked
- 1925 : The Raid
- 1925 : The Road from Latigo
- 1925 : The Rustlers of Boulder Canyon
- 1925 : Range Law
- 1925 : Top Hand
- 1926 : The Winged Rider
- 1926 : The Flaming West
- 1926 : Call of the Night : Robert Wade
- 1926 : The Rustler's Secret
- 1926 : The Emergency Man
- 1926 : The Galloping Cowboy (en) de William James Craft : Jack Perry (Bill's cousin)
- 1926 : The Tin Bronc
- 1926 : Looking for Trouble (en) de Robert N. Bradbury : Phil Curtis
- 1926 : Hearts of the West
- 1926 : The Scrappin' Kid : Cliff Barrowes
- 1926 : Four Square Steve
- 1926 : Love Deputy
- 1926 : The Terror : Jim Hatley
- 1926 : The Man from Oklahoma : Lynn Durant
- 1926 : Pep of the Lazy J : Pep O'Keefe
- 1926 : Rustler by Proxy
- 1926 : Fighting with Buffalo Bill
- 1926 : General Custer at Little Big Horn : Capt. Page
- 1926 : The Saddle Tramp
- 1926 : The Slow Cow Puncher
- 1926 : Martin of the Mounted
- 1926 : Trail of Trickery
- 1927 : The Two Fister : Officer Field
- 1927 : Menace of the Mounted
- 1927 : The Courage of Collins : Constable Collins
- 1927 : Kelcy Gets His Man
- 1927 : The Silent Partner
- 1927 : Galloping Justice
- 1927 : An Exciting Day
- 1927 : The Cowboy Chaperone
- 1927 : The Roaring Gulch
- 1927 : Pawns and Queens
- 1927 : The Man Tamer : Tommy Ryan
- 1927 : Wolf's Trail : Captain Tom Grant
- 1927 : Red Warning
- 1927 : Fangs of Destiny : Jerry Matthews
- 1928 : The Phantom Pinto
- 1928 : Call of the Heart : Jerry Wilson
- 1928 : Buckskin Days de Walter Fabian
- 1928 : The Four-Footed Ranger : Jack Dunne
- 1928 : A Final Reckoning
- 1928 : The Hound of Silver Creek : Jack Brooks
- 1928 : The Fightin' Redhead (en) : Tom Reynolds
- 1928 : Riders of the Woods
- 1928 : Young Whirlwind : Jack
- 1928 : The Fighting Forester
- 1928 : The Boundary Battle
- 1928 : The Scrappin' Ranger
- 1929 : The Claim Jumpers
- 1929 : In Line of Duty
- 1929 : Beyond the Smoke
- 1929 : A Rider of the Sierras
- 1929 : Dodging Danger
- 1929 : Perilous Paths
- 1929 : The Danger Line
- 1929 : Just in Time
- 1929 : The Boy and a Bad Man
- 1929 : The Waif of the Wilderness
- 1929 : The Kid Comes Thru
- 1929 : The Orphan of the Wagon Trails
- 1929 : Dangerous Days

### Années 1930
- 1930 : Post of Honor
- 1930 : Dames Ahoy (en) de William James Craft : Marine
- 1930 : Beyond the Rio Grande : Dick
- 1930 : The Battling Kid
- 1930 : Six-Gun Justice
- 1930 : Son of Courage
- 1930 : Whoopee!
- 1930 : The Indians Are Coming : Bill Williams
- 1930 : Breed of the West : Henchman
- 1931 : Heroes of the Flames : Henchman
- 1931 : Sign of the Wolf : Prince Kuva
- 1931 : Wild Horse : Gil Davis
- 1931 : Law of the Rio Grande : The Blanco Kid
- 1931 : Le Tueur de l'Arizona (Arizona Terror) : Henchman Pete
- 1931 : Les Volontaires de la mort (Branded Men) : Man who gives directions
- 1931 : Battling with Buffalo Bill : Andy
- 1932 : Riders of the Golden Gulch
- 1932 : Sunset Trail (en) de Lesley Selander : Jack, a rancher
- 1932 : Human Targets : Duke Remsden
- 1932 : Amour défendu (Forbidden) : Howard Martin III (in news photo)
- 1932 : The Lone Trail : Fred
- 1932 : Tangled Fortunes : Buck Logan
- 1932 : The Rider of Death Valley : Rigby hand
- 1932 : Heroes of the West : Bart Eaton
- 1932 : The Texas Bad Man : Bank Customer
- 1932 : Dynamite Ranch : Train passenger
- 1932 : Daring Danger (en) de D. Ross Lederman : DuSang's brother
- 1932 : Cornered de William Reeves Easton : Ranch hand
- 1932 : Silence... on tourne! (Movie Crazy) : Bill (Harold's classmate)
- 1932 : Duke le rebelle (Ride Him, Cowboy) : Bob Webb (homme blessant Gaunt à la main)
- 1932 : McKenna of the Mounted : Charlie (murdered outlaw)
- 1932 : Come On, Tarzan : Cowhand 'Injun'
- 1932 : The Fourth Horseman : 'Slim', the 3rd Horseman
- 1932 : Between Fighting Men : Henchman
- 1932 : The Lost Special : Spike
- 1932 : Sundown Rider (en) de Lambert Hillyer : Henchman
- 1933 : Clancy of the Mounted : Constable McIntosh
- 1933 : Rustlers' Roundup : Brand Cowhand
- 1933 : Gun Law : Henchman Tex
- 1933 : Kiss of Araby : Taleb
- 1933 : Deadwood Pass : 'Mileaway' Thomas
- 1933 : Phantom of the Air : Bart, Henchman
- 1933 : Rusty Rides Alone : Jake Quillan
- 1933 : The Fiddlin' Buckaroo : Edge-of-crowd townsman
- 1933 : Gordon of Ghost City : Cowhand Scotty
- 1933 : Skyway : Pilot Fredericks
- 1933 : Her Forgotten Past : Bill (poker player)
- 1933 : Girl Trouble : Ranch hand
- 1934 : The Rawhide Terror (en) de Bruce M. Mitchell : Sheriff
- 1934 : Pirate Treasure : Henchman Bert
- 1934 : Romance Revier : Henchman
- 1934 : Un drame à Hollywood (en) (Crime of Helen Stanley) de D. Ross Lederman : Electrician
- 1934 : The Vanishing Shadow : Kent (thug)
- 1934 : Smoking Guns : Henchman
- 1934 : Racketeer Round-up : Steve Madison
- 1934 : The Red Rider : Johnny Snow
- 1934 : Beyond the Law : Crook
- 1934 : Le Démon noir (en) (Law of the Wild) de B. Reeves Eason et Armand Schaefer : Henchman Jim Luger
- 1934 : Wake Up and Dream : Waiter
- 1934 : Tailspin Tommy : Pilot 'Speed' Walton
- 1934 : Prescott Kid : Henchman Buck
- 1934 : Le Mystère du Colorado (en) (Mystery Mountain) d'Otto Brower : The Rattler when masked
- 1934 : The Westerner : Joe Allen
- 1935 : Lightning Triggers (en) de S. Roy Luby (en) : Blackie
- 1935 : The Cheyenne Tornado (en) de William A. O'Connor : Pete Lang
- 1935 : Rustlers of Red Dog : Henchman Buck
- 1935 : Arizona Bad Man : Sonny Karns (Gunman)
- 1935 : Tracy Rides : Ned Hampton
- 1935 : La Fugue de Mariette (Naughty Marietta) de Robert Z. Leonard et W. S. Van Dyke : Mercenary Scout
- 1935 : Le Cavalier miracle (The Miracle Rider) : Henchman Vining
- 1935 : Rustler's Paradise : Larry Martin
- 1935 : Riding Wild : Johnny Jones
- 1935 : The Adventures of Rex and Rinty (en) de Ford Beebe et B. Reeves Eason : Henchman Jones
- 1935 : Sundown Saunders (en) : Burke
- 1935 : Danger Trails : Hank Wilson
- 1935 : Cappy Ricks Returns : Thug
- 1935 : Stormy (en) de Lew Landers : Brakeman
- 1935 : Cinquante mille dollars morte ou vive (Three Kids and a Queen) d'Edward Ludwig  : Cop
- 1935 : Fighting Youth : Detective
- 1935 : Gallant Defender (en) de David Selman (en) : David Larkin
- 1935 : The Singing Vagabond (en) de Carl Pierson : Officer
- 1935 : Bulldog Courage (en) de Sam Newfield : Cal Jepson
- 1936 : The Adventures of Frank Merriwell : Henchman Pete
- 1936 : The Mysterious Avenger : Telegraph Operator
- 1936 : Darkest Africa : Craddock
- 1936 : Lightnin' Bill Carson : Deputy Sam Bates
- 1936 : Show Boat : Gambler
- 1936 : The Fugitive Sheriff (en) de Spencer Gordon Bennet : Wally
- 1936 : Shakedown : Cop
- 1936 : The Traitor : Texas Ranger Joe
- 1936 : Ride 'Em Cowboy : Red Harrity
- 1936 : Code of the Range : Ed Randall
- 1936 : Ace Drummond : Henchman Nicolai
- 1936 : The Sunday Round-Up : Jack Higgins
- 1936 : California Mail (en) de Noel M. Smith : Roy Banton
- 1936 : Robinson Crusoe of Clipper Island : Harris Crosby, member of headquarters gang
- 1937 : Squadron of Doom (TV) : Nicolai
- 1937 : Le gardien fidèle (en) (The Mighty Treve) de Lewis D. Collins : Slego
- 1937 : Woman in Distress : Riley
- 1937 : They Wanted to Marry : Hat Check Servant at Wedding Reception
- 1937 : Parole Racket : Guard
- 1937 : Land Beyond the Law (en) de B. Reeves Eason : Mason, Tascosa's Henchman
- 1937 : Two Gun Law : Henchman Adams
- 1937 : You Can't Buy Luck : Detective
- 1937 : The Frame-Up : George Andrews, Plainclothesman
- 1937 : Les conquérants de l'Ouest (en) (The Cherokee Strip) de Noel M. Smith : Link Carter
- 1937 : Border Cafe : Ranch Hand Chuck
- 1937 : Smoke Tree Range (en) de Lesley Selander : Sandy
- 1937 : Two Fisted Sheriff : Deputy Jim
- 1937 : A Fight to the Finish : Cabbie
- 1937 : One Man Justice : Tex Wiley
- 1937 : Crime au Far West (en) (Empty Holsters) de B. Reeves Eason : Sheriff Cal Hardin
- 1937 : A Dangerous Adventure : Crane Operator
- 1937 : It's All Yours : Cab Driver
- 1937 : The Game That Kills : Policeman
- 1937 : Law for Tombstone (en)  de Buck Jones et B. Reeves Eason : Bailiff's voice
- 1937 : Murder in Greenwich Village d'Albert S. Rogell : City Cop
- 1937 : The Old Wyoming Trail : Townsman
- 1937 : Springtime in the Rockies, de Joseph Kane : Shérif
- 1937 : Zorro Rides Again : Time-bomb thug [Chs. 2-3]
- 1937 : Outlaws of the Prairie (en) de Sam Nelson : Jed Stevens
- 1937 : Wild Horse Rodeo (en) de George Sherman : Hank Bain
- 1938 : Sergeant Murphy : Gruff's Adjutant
- 1938 : Cattle Raiders : Henchman Burke
- 1938 : Les justiciers du Far-West (The Lone Ranger) : Captain Rance [Ch. 1, 13]
- 1938 : La Bataille de l'or (Gold Is Where You Find It) de Michael Curtiz : Miner
- 1938 : Condemned Women : Detective
- 1938 : State Police : Miner
- 1938 : Call of the Rockies (en) d'Alan James : Barlow
- 1938 : Law of the Plains : Slagle
- 1938 : The Fighting Devil Dogs : Henchman Ellis
- 1938 : The Main Event : Detective
- 1938 : West of Cheyenne : Henchman Dirkin
- 1938 : Bill Hickok le sauvage (The Great Adventures of Wild Bill Hickok) : Henchman Sam [Ch. 1]
- 1938 : South of Arizona : Henchman Dorn
- 1938 : I'm from the City : Red, ranch hand
- 1938 : Juvenile Court : Policeman
- 1938 : Colorado Trail : Cameron
- 1938 : West of the Santa Fe : Henchman Barlow
- 1938 : Zorro l'homme-araignée (The Spider's Web) : Police dispatcher [Chs. 1-3, 6-7]
- 1938 : Annabel Takes a Tour : Process Server
- 1939 : The Phantom Creeps : Army sergeant [Ch. 12]
- 1939 : The Thundering West : Daggert
- 1939 : L'Empreinte du loup solitaire (The Lone Wolf Spy Hunt) de Peter Godfrey : Detective with Note
- 1939 : Texas Stampede : Hobbs
- 1939 : Laissez-nous vivre (Let Us Live!) de John Brahm : Blair
- 1939 : Twelve Crowded Hours : Pool hall proprietor
- 1939 : North of the Yukon : RCMP Cpl. Hawley
- 1939 : The Law Comes to Texas : Sheriff Ben Lorimer
- 1939 : Spoilers of the Range : Kendall
- 1939 : Man of Conquest : Santa Ana's Aide
- 1939 : Blue Montana Skies (en) de B. Reeves Eason : Joe Brennan
- 1939 : Les Trois Diables rouges (Daredevils of the Red Circle) de William Witney et John English : Oil Field Foreman [Ch. 9]
- 1939 : Western Caravans : Tex
- 1939 : The Man from Sundown : Roper
- 1939 : Behind Prison Gates : Convict in Escape Attempt
- 1939 : Riders of Black River : Colt Foster
- 1939 : Dick Tracy's G-Men (en) : Lt. Reynolds [Ch. 1]
- 1939 : Outpost of the Mounties : Burke
- 1939 : Those High Grey Walls : garde
- 1939 : Monsieur Smith au Sénat (Mr. Smith Goes to Washington) : sén. Gower
- 1939 : The Stranger from Texas : Carver
- 1939 : Zorro et ses légionnaires (Zorro's Fighting Legion) de William Witney et John English : Manuel Gonzalez
- 1939 : My Son Is Guilty de Charles Barton : Police Detective Frank Corrigan
- 1939 : Quasimodo (The Hunchback of Notre Dame) : soldat

### Années 1940
- 1940 : La Dame du vendredi (His Girl Friday) d'Howard Hawks : Policeman
- 1940 : West of Carson City : Stage driver Sleepy
- 1940 : The Lone Wolf Strikes : Policeman in apartment building cellar
- 1940 : Pioneers of the Frontier (en) : Ed Carter
- 1940 : Blazing Six Shooters : shérif
- 1940 : L'Escadron noir (Dark Command) : Juror #3
- 1940 : Hi-Yo Silver (en) : Ranger Running from Behind Rock
- 1940 : Men Without Souls : Harmon
- 1940 : Wagons Westward (en) de Lew Landers : Deputy
- 1940 : One Man's Law : Red Mathews
- 1940 : Winners of the West (en) de Ford Beebe et Ray Taylor : Maddox [Chs. 2-9]
- 1940 : Deadwood Dick (en) de James W. Horne : Committeeman Steele
- 1940 : How High Is Up? : Construction Foreman
- 1940 : The Secret Seven : Policeman
- 1940 : Prairie Schooners : Blacksmith Rusty
- 1940 : The Green Archer : Stevens, Agent 4-X, thug pilot [Chs. 9-10]
- 1940 : Diamond Frontier : Stage Driver
- 1940 : Melody Ranch (en) de Joseph Santley : Autry voter
- 1940 : Texas Terrors : Sheriff
- 1940 : Pony Post : George Barber
- 1940 : Sur la piste des vigilants (Trail of the Vigilantes) d'Allan Dwan : Rider
- 1940 : The Wildcat of Tucson (en) : Seth Harper
- 1941 : White Eagle (en) de Carlos Hugo Christensen : Dave Rand
- 1941 : Père contre fils (Wyoming Wildcat) de George Sherman : Henchman Duke Edwards
- 1941 : Across the Sierras (en) : Mac Fawcett
- 1941 : So You Won't Squawk : Policeman,
- 1941 : The Lone Wolf Takes a Chance : Man In Charge Of Opening Vault-Car
- 1941 : Back in the Saddle (en) de Lew Landers : Rancher Williams
- 1941 : Dutiful But Dumb : Wilson's assistant
- 1941 : North from the Lone Star (en) : Dusty Daggett
- 1941 : Citizen Kane : Inquirer Reporter
- 1941 : L'Homme de la rue (Meet John Doe) de Frank Capra : Policeman guarding Ann
- 1941 : The Return of Daniel Boone (en) : Henderson, rancher
- 1941 : Hands Across the Rockies : Ranger
- 1941 : The Medico of Painted Springs (en) de Lambert Hillyer : Sheriff
- 1941 : Les justiciers du désert (en) (Riders of Death Valley) de Ford Beebe et Ray Taylor : Salty, mine foreman [Chs. 11, 12]
- 1941 : Two in a Taxi
- 1941 : The Son of Davy Crockett (en) de Lambert Hillyer : Henchman Lance
- 1941 : I Was a Prisoner on Devil's Island : Quarry Guard
- 1941 : King of Dodge City (en) : Gambler
- 1941 : The Pittsburgh Kid
- 1941 : Man from Montana : Dakota, Thompson Ranch Foreman
- 1941 : Prairie Stranger : Dr. Westridge
- 1941 : Texas, de George Marshall : Éleveur Blaire
- 1941 : Tonto Basin Outlaws (en) de S. Roy Luby (en) : Jim Stark
- 1941 : The Officer and the Lady : Lieutenant of Police
- 1941 : Gauchos of El Dorado : Sheriff
- 1941 : Go West, Young Lady : Stage guard
- 1941 : Tuxedo Junction
- 1941 : Riders of the Badlands : Honing
- 1941 : Dick Tracy vs. Crime Inc. (en) : Police Guard at Chandler's Gate [Ch. 1]
- 1942 : Lone Star Vigilantes : Sergeant Cobb
- 1942 : Ferme ta grande gueule! (en) (Shut My Big Mouth) de Charles Barton : Stage line agent
- 1942 : Heart of the Rio Grande (en) de William Morgan : Bartender
- 1942 : Two Yanks in Trinidad : Plainclothesman
- 1942 : The Affairs of Jimmy Valentine : Sergeant
- 1942 : La Blonde de mes rêves (My Favorite Blonde) : Railroad Yard Man
- 1942 : Alias Boston Blackie (en) de Lew Landers : Police dispatcher sergeant
- 1942 : The Girl from Alaska : Mountie
- 1942 : Down Rio Grande Way (en) de William Berke : Henchman Stoner
- 1942 : Westward Ho (en) : Townsman
- 1942 : The Devil's Trail : Henchman Sid Howland
- 1942 : Stardust on the Sage (en) de William Morgan : Steve Burns
- 1942 : The Cyclone Kid de George Sherman : Carson
- 1942 : Sabotage Squadde Lew Landers : Policeman
- 1942 : The Old Homestead (en)  de Frank McDonald : Policeman
- 1942 : Deep in the Heart of Texas (en) d'Elmer Clifton : Lieutenant Matthews
- 1942 : La Clé de verre (The Glass Key) : Reporter carrying papers
- 1942 : The Lone Prairie (en) : Sheriff
- 1942 : Riding Through Nevada : Sheriff
- 1942 : X Marks the Spot : Police Officer Riley
- 1942 : The Old Chisholm Trail (en) d'Elmer Clifton : Joe Rankin
- 1942 : The Traitor Within : Policeman
- 1943 : G-men vs. the Black Dragon : Stewart, Boulder Dam Commissioner [Ch.6]
- 1943 : Power of the Press (en) de Lew Landers : Process Server
- 1943 : Murder in Times Square de Lew Landers : Detective
- 1943 : Sagebrush Law : Bill Lanning, bank examiner
- 1943 : The Ghost Rider : Henchman Zach Saddler
- 1943 : Santa Fe Scouts : Townsman
- 1943 : Saddles and Sagebrush (en) : Henchman Cutter
- 1943 : Mission à Moscou (Mission to Moscow) : Heckler
- 1943 : Daredevils of the West (en) : Ed
- 1943 : The Man from Thunder River : Jim
- 1943 : Frontier Fury : Henchman
- 1943 : The Stranger from Pecos : Bert Salem
- 1943 : Petticoat Larceny : Police Guard
- 1943 : Six Gun Gospel : Henchman Waco
- 1943 : Destroyer de William A. Seiter : First Workman
- 1943 : Headin' for God's Country : Meteorologist
- 1943 : Oklahoma Outlaws : Doolin, McCord Henchman
- 1943 : Hail to the Rangers : Rancher
- 1943 : Outlaws of Stampede Pass : Henchman Hank
- 1943 : L'Étoile du Nord (The North Star) de Lewis Milestone : Farmer
- 1943 : Silver City Raiders (en) : Henchman Ringo
- 1943 : Here Comes Elmer
- 1943 : Mystery Broadcast : Detective
- 1943 : La Vie aventureuse de Jack London (Jack London) : Father of child
- 1943 : The Texas Kid : Henchman Scully
- 1943 : The Phantom : Henchman Grogan [Chs. 2-6]
- 1943 : California Joe : Henchman
- 1944 : The Great Alaskan Mystery : Miner Worker Preparing Ambush [Ch. 9]
- 1944 : Raiders of the Border : McGee
- 1944 : Roaring Guns : Farmer
- 1944 : Sweethearts of the U.S.A.
- 1944 : Sundown Valley (en) : Frank
- 1944 : Outlaws of Santa Fe : Marshal Billings
- 1944 : Law Men : Slade
- 1944 : The Last Horseman (en) : Henchman Bill 'Waco' Rogan
- 1944 : Les Pillards de la ville fantôme (Raiders of Ghost City) : Rawhide (raider)
- 1944 : Marshal of Reno (en) de Wallace Grissell : Bob Wendall
- 1944 : Call of the Rockies de Lesley Selander : Workman
- 1944 : Three Little Sisters : Straggler
- 1944 : West of the Rio Grande : Henchman Curly
- 1944 : Assurance sur la mort (Double Indemnity) : Train Conductor
- 1944 : Law of the Valley : Dan Stanton
- 1944 : Cyclone Prairie Rangers (en) : Deputy Clem
- 1944 : Le Juré disparu (The Missing Juror) de Oscar Boetticher Jr. : Cahan
- 1944 : The Old Texas Trail : Joe Gardner, aka Jim Wiley
- 1944 : Faces in the Fog : Juror
- 1944 : La Maison de Frankenstein (House of Frankenstein) : Coachman
- 1944 : Song of the Range : Tom Manning
- 1945 : The Navajo Trail : Jack Farr
- 1945 : Jungle Queen : Johann, alias Jack [Ch. 1]
- 1945 : Sagebrush Heroes (en) : Sheriff Barnes
- 1945 : A Guy, a Gal and a Pal : Conductor
- 1945 : Rough Ridin' Justice (en) : Harris
- 1945 : Strange Illusion : Police Driver
- 1945 : Fuite dans la brume (Escape in the Fog) de Oscar Boetticher Jr. : Detective
- 1945 : Les Amours de Salomé (Salome Where She Danced) de Charles Lamont : Stage driver
- 1945 : The Master Key (en) de Lewis D. Collins et Ray Taylor : Riverton Railroad Official in Tower [Ch.3]
- 1945 : The Phantom Speaks : Execution Official
- 1945 : La Belle de San Francisco (Flame of Barbary Coast) : Townsman
- 1945 : Renegades of the Rio Grande (en) d'Howard Bretherton : Karl Holbrook
- 1945 : Santa Fe Saddlemates : Border Guard Hank
- 1945 : Bad Men of the Border : Stage Driver Roy
- 1945 : The Man from Oklahoma : Henchman Ferguson
- 1945 : Federal Operator 99 : Police Officer Corwin [Ch. 6]
- 1945 : The Falcon in San Francisco (en) de Joseph H. Lewis : Policeman
- 1945 : Secret Agent X-9 (en) : Bartender [Chs. 1, 4, 6,13]
- 1945 : Code of the Lawless : Rancher Nelson
- 1945 : Rustlers of the Badlands (en) : Tom
- 1945 : Blazing the Western Trail (en) : Sheriff Turner
- 1945 : Sunset in El Dorado : Prospector
- 1945 : Frontier Feud : Homesteader Nat
- 1945 : The Cherokee Flash : Jones
- 1946 : The Scarlet Horseman : Henchman Kyle
- 1946 : Days of Buffalo Bill : Banker Jacob Lewis
- 1946 : Hiss and Yell : Cab Driver
- 1946 : Roaring Rangers (it) de Ray Nazarro : Taggart
- 1946 : Song of Arizona : Sheriff Jim Clark
- 1946 : Qui veut la peau du Faucon? (en) (The Falcon's Alibi) de Ray McCarey : Det. Williams
- 1946 : Galloping Thunder (it) de Ray Nazarro : Henchman Barstow
- 1946 : The Phantom Thief : Policeman
- 1946 : Sun Valley Cyclone : Henchman Luce
- 1946 : The El Paso Kid : Sheriff Frank Stoner
- 1946 : Two-Fisted Stranger (it) de Ray Nazarro : Henchman
- 1946 : Red River Renegades : Mark Webster
- 1946 : Rustler's Round-Up : Victor Todd
- 1946 : Rio Grande Raiders (en) de Thomas Carr : Frank Harding
- 1946 : Santa Fe Uprising : Madison Pike
- 1946 : Stagecoach to Denver : Henchman Duke
- 1946 : Renegade Girl (en) de William Berke : Sgt. James
- 1947 : Le Fils de Zorro (Son of Zorro) : Stockton
- 1947 : Last Frontier Uprising : Sheriff Hanlon
- 1947 : The Michigan Kid : Joe
- 1947 : Yankee Fakir : Reads newspaper
- 1947 : Buffalo Bill Rides Again (en) de Bernard B. Ray : Henchman Morgan
- 1947 : L'Amour au trot (The Homestretch) : Mac's Helper
- 1947 : Law of the Canyon (it) de Ray Nazarro : T.D. Wilson (general store owner)
- 1947 : Land of the Lawless (en) de Lambert Hillyer : Hank
- 1947 : Oregon Trail Scouts : Henchman Jack
- 1947 : The Vigilante: Fighting Hero of the West : Miller, henchman [Ch.9]
- 1947 : Les Démons de la liberté (Brute Force) : Bradley (tower guard)
- 1947 : Robin Hood of Texas (en) de Lesley Selander : Deliveryman
- 1947 : Flashing Guns : Sheriff Ed Newman
- 1947 : Jesse James Rides Again (en) : Farmer Wilkie
- 1947 : Riders of the Lone Star (it) de Derwin Abrahams : Foreman Blake
- 1947 : Deux Nigauds et leur veuve (The Wistful Widow of Wagon Gap) : Lem
- 1947 : Buckaroo from Powder River (it) de Ray Nazarro : Taggart
- 1947 : Under Colorado Skies (en) de R.G. Springsteen : Sheriff
- 1948 : Superman : Auto Mechanic [Ch. 10]
- 1948 : G-Men Never Forget : R.J. Cook
- 1948 : The Wreck of the Hesperus (en) d'Elmer Clifton : Vincent
- 1948 : Tex Granger, Midnight Rider of the Plains : Eddie, Bartender [Chs.1,4, others in background]
- 1948 : The Bold Frontiersman (en)  : Deputy Pete
- 1948 : Heart of Virginia : Gas Station Attendant
- 1948 : Lettre d'une inconnue (Letter from an Unknown Woman) : Carriage Driver
- 1948 : Massacre à Furnace Creek (Fury at Furnace Creek) d'H. Bruce Humberstone : Court Clerk
- 1948 : Carson City Raiders (en) : Old Sheriff
- 1948 : Le Barrage de Burlington (River Lady) : Rider
- 1948 : Feudin', Fussin' and A-Fightin' : Stage Driver
- 1948 : La Dernière Rafale (The Street with No Name) : Desk sergeant
- 1948 : The Golden Eye : Miner
- 1948 : Movies Are Adventure : George, The Father
- 1948 : Hidden Danger (en) de  Ray Taylor : Sheriff
- 1948 : The Far Frontier : Sheriff
- 1949 : Ma femme et ses enfants (Family Honeymoon) de Claude Binyon : Stage driver
- 1949 : Sheriff of Wichita : U.S. Marshal James
- 1949 : Challenge of the Range (it) de Ray Nazarro : Henchman (Galloping Thunder footage)
- 1949 : Gun Law Justice (en) : Sheriff
- 1949 : Prince of the Plains (en) de Philip Ford : Townsman
- 1949 : Le Mustang noir (Red Canyon) de  George Sherman : Man
- 1949 : Canadian Pacific : Jim, Railroad Engineer
- 1949 : Le Démon de l'or (Lust for Gold) de S. Sylvan Simon : Bit Part
- 1949 : The Daring Caballero : Marshal Scott
- 1949 : Take One False Step (en) de Chester Erskine : Policeman
- 1949 : The Wyoming Bandit : Deputy Marshal
- 1949 : South of Rio : Tom Dillon
- 1949 : The James Brothers of Missouri (en) : The Sheriff [Chs. 6-8]
- 1949 : San Antone Ambush : Marshal
- 1949 : Bandits of El Dorado (it) de Ray Nazarro : Bank Robber ('Galloping Thunder' stock footage)

### Années 1950
- 1950 : Bells of Coronado (en) de William Witney : Rafferty
- 1950 : The Girl from San Lorenzo : The Phoney Pancho
- 1950 : The Vanishing Westerner : Morton (payroll master)
- 1950 : The Arizona Cowboy (en) : Sheriff Fuller
- 1950 : Sur le territoire des Comanches (Comanche Territory) : Ed
- 1950 : Hills of Oklahoma (it) de R. G. Springsteen : Rancher Johnson
- 1950 : Le Kid du Texas (The Kid from Texas) de Kurt Neumann : Hale
- 1950 : La Cible humaine (The Gunfighter) : Citizen
- 1950 : Covered Wagon Raid : Evans
- 1950 : Winchester 73 (Winchester '73) : Target watcher
- 1950 : Desperadoes of the West (en) de Fred C. Brannon : Bowers [Ch. 1, 10]
- 1950 : Frisco Tornado : 1st Stage Driver
- 1950 : Ready to Ride : John
- 1951 : Silver City Bonanza (en) : Man with wagon
- 1951 : Blazing Bullets : shériff
- 1951 : Ma and Pa Kettle Back on the Farm : Jerry, the train engineer
- 1951 : Montana Desperado : Jim Berry
- 1951 : Government Agents vs. Phantom Legion (en) : Turner [Ch.3]
- 1951 : Cyclone Fury (it) de Ray Nazarro : Henchman in White Shirt ('Galloping Thunder' stock footage)
- 1951 : The Lady from Texas (en) : Justice of the Peace
- 1951 : Histoire de détective (Detective Story) : Ed (détective)
- 1951 : La Grande Nuit (The Big Night) : Cop
- 1952 : Confidence Girl : Detective Lieutenant Cobb, with pipe
- 1952 : Les Conquérants de Carson City (Carson City) : Workman
- 1952 : Ma and Pa Kettle at the Fair (en) de Charles Barton : Man
- 1952 : Passage interdit (Untamed Frontier)
- 1952 : Hellgate : Frank the Wagon Driver
- 1952 : Le Shérif de Tombstone : Billings
- 1952 : Something for the Birds : Reporter
- 1952 : L'Heure de la vengeance (The Raiders) : Jailer
- 1953 : The Great Adventures of Captain Kidd : Trapper
- 1953 : The Redhead from Wyoming : Sprague
- 1953 : Gunsmoke : Charlie, Stagecoach Driver
- 1953 : Canadian Mounties vs. Atomic Invaders (en) de Franklin Adreon : Mr. Warner [Chs.1-5]
- 1953 : L'aventure est à l'ouest (The Great Sioux Uprising)
- 1953 : Tempête sur le Texas (en) (Gun Belt) : Lynch Mob Member
- 1953 : Désir de femme (All I Desire) : Hack driver
- 1953 : La Blonde du Far-West (Calamity Jane) : Saloon patron
- 1953 : Geraldine
- 1953 : Tumbleweed (en) de Nathan H. Juran : Fred, Driver
- 1954 : Ma and Pa Kettle at Home : Jefferson
- 1954 : They Rode West
- 1954 : Rivière sans retour (River of No Return) : Town barber
- 1954 : Drums Across the River de Nathan Juran : Second Deputy
- 1954 : Le Triomphe de Zorro (Man with the Steel Whip) de Franklin Adreon :Lee, conducteur de voiture à planches,  Buckboard Driver [Chs. 2, 3]
- 1954 : La Lance brisée (Broken Lance) : Court clerk
- 1954 : Le Raid (The Raid) d'Hugo Fregonese : Stationmaster
- 1954 : L'Égyptien (The Egyptian) : Patient
- 1954 : Le Signe du païen (Sign of the Pagan) : Centurion
- 1954 : Mardi, ça saignera (Black Tuesday) : Safe Deposit Box Guard at Bank
- 1955 : Prince of Players de Philip Dunne
- 1955 : Le Souffle de la violence (The Violent Men) : Anchor Rider with Magruder
- 1955 : Lay That Rifle Down : Sheriff Cushing
- 1955 : Deux Filles en escapade (How to Be Very, Very Popular) de Nunnally Johnson : Policeman
- 1955 : Apache Ambush
- 1955 : The Naked Street
- 1955 : Son seul amour (One Desire) : Driver
- 1955 : La Fille sur la balançoire (The Girl in the Red Velvet Swing) de Richard Fleischer : Jury Foreman
- 1955 : La Maison des otages (The Desperate Hours) : Mr. Walling (owner of police-commandeered home)
- 1955 : Une femme extraordinaire (Lucy Gallant) de Robert Parrish : Oil Man
- 1956 : Hidden Guns : Ben Williams
- 1956 : La Femme d'Oklahoma (The Oklahoma Woman) de Roger Corman
- 1956 : Girls in Prison (en) d'Edward L. Cahn : Work-gang guard
- 1956 : The She-Creature d'Edward L. Cahn : Pete, the Police Sergeant
- 1956 : Runaway Daughters : The Private Detective
- 1957 : Jesse James, le brigand bien-aimé (The True story of Jesse James) de Nicholas Ray : Bantock
- 1957 : Dragstrip Girl (en) d'Edward L. Cahn : Drag-race trials caller
- 1957 : Bernardine (en) de Henry Levin : Police sergeant
- 1957 : Motorcycle Gang (en) d'Edward L. Cahn : Attville Cafe Manager
- 1957 : Le Fantastique Homme colosse (The Amazing Colossal Man) de Bert I. Gordon : Dr McDermott
- 1958 : The Bonnie Parker Story de William Witney : Bartender
- 1958 : La Dernière Fanfare (The Last Hurrah) de John Ford : Man, scene 139
- 1959 : Le Génie du mal (Compulsion) de Richard Fleischer : policier
- 1959 : Duel dans la boue (These Thousand Hills) de Richard Fleischer

### Années 1960
- 1961 : The Right Approach de David Butler : Studio Set Guard
- 1962 : L'Empire de la terreur (Tales of Terror) de Roger Corman : le chauffeur (segment "Morella")
- 1962 : The Underwater City de Frank McDonald : Meade
- 1965 : Requiem for a Gunfighter (en) de Spencer Gordon Bennet
- 1965 : Chasseur de primes (The Bounty Killer) de Spencer Gordon Bennet : un citoyen
- 1966 : Toute la ville est coupable (Johnny Reno) de R. G. Springsteen : un citoyen